# Odénat
Odénat (ou Odainath, Latin : Septimius Odaenathus) est un notable de Palmyre qui gouverne une partie de l'Orient romain au IIIe siècle. Odénat naît vers 220 apr. J.-C. et meurt assassiné en 267 apr. J.-C. à Émèse. Odénat appartient à la noblesse palmyrénienne. Sa famille acquiert la citoyenneté romaine sous Septime Sévère. Le renforcement de son pouvoir ouvre la voie à la tentative d'usurpation de l'empire par sa femme Zénobie et leur fils Wahballat.

## Biographie
Odénat naît vers 220 dans une famille noble de Palmyre. Ayant acquis la citoyenneté romaine sous Septime Sévère (145-211), il acquiert le statut de sénateur sans doute sous Valérien et devient vir consularis (statut d’ancien consul) en 258. 
Ayant vaincu Macrien et Ballista, usurpateurs contre Gallien, il acquiert, de fait, le pouvoir absolu sur les provinces d’Orient. N'ayant pas d'autre choix réaliste que de reconnaître la souveraineté et l'autorité d'Odénat, Gallien le nomme Vice-roi d'Orient, lui donnant le titre de « Corrector Totius Orientis ». Odénat obtient ainsi le commandement et l'autorité suprême de toutes les provinces et les forces armées de l'Orient, de l'Égypte à l'Asie Mineure.
Il a aussi droit de regard sur l’administration civile et fiscale de toute la région et assume le titre de Dux Romanorum (commandeur des Romains). Allié des Romains et ayant rallié les tribus arabes de l'Euphrate, Odénat agit en dirigeant autonome.
En 262, dans le cadre de la guerre entre l'Empire Romain et les Sassanides, Odénat lance une campagne en Mésopotamie et triomphe sur les Perses, prenant Nisibe, un des bastions Sassanides en Mésopotamie, et dissuadant Chapour Ier de mener d'autres campagnes contre Rome. Ce dernier contrôle alors la majeure partie des terres perses occidentales, avec Nisibe et Carrhae et prend le titre de « roi des rois », normalement réservé aux monarques de Perse. Il confère ce même titre à son fils et héritier, Herodes (dont l’Histoire Auguste fait le fils aîné d’un premier lit), lors d'une grande cérémonie près d'Antioche.
En 266-267, Odénat mène une nouvelle campagne contre les Perses et connaît un succès encore plus grand, pénétrant dans Ctésiphon, capitale des Sassanides,. À la suite de ces victoires, Odénat est acclamé « Empereur » par ses troupes. Dans la mesure où Gallien permet cette atteinte à son autorité impériale, cela illustre bien l'impuissance de l'empereur à l'égard des affaires en Orient.
Le rédacteur de l’Histoire Auguste prête à Odénat beaucoup de qualités, comme à sa femme, et le décrit comme un bon général et un excellent chasseur.
En 267, Odénat et Herodes sont assassinés à Emèse par un parent proche, que le rédacteur de l'Histoire Auguste appelle Maeonius et qualifie de cousin, et qui est sans doute le neveu du prince selon Jean Zonaras.

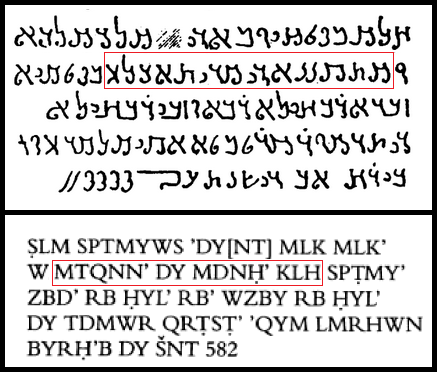
Inscription dédiée à Odénat : « À Septime Odaenathus, Roi des Rois et Corrector de toute la région. Les Septimii Zabda, commandants de la grande armée, et Zabbai, commandants de l’armée de Tadmor, grands hommes, ont dédié cela à leur seigneur, au mois d’Ab de l’année 582 » (août 271).

Ce meurtre est peut-être commis à l’instigation de Zénobie, qui souhaitait voir hériter son propre fils, ou de Gallien, inquiet du pouvoir d’Odénat en Orient. Wahballat, deuxième fils d’Odénat (avec Zénobie, sa seconde épouse) lui succède à la tête de l'Empire palmyrénien. Zénobie profite de cette situation pour prendre le contrôle des armées d’Orient et pour conquérir des terres comme l’Égypte, à l’aide de son général, Zabdas. Il rompt alors définitivement avec Rome.

## Origine
« Le roi semble être d'ascendance mixte arabe et araméenne : son nom, le nom de son père, Hairan, et celui de son grand-père, Wahb-Allat, sont arabes ; tandis que Nasor, son arrière-grand-père, porte un nom araméen. Nasor n'était peut-être pas l'arrière-grand-père d'Odénat, mais était un ancêtre plus éloigné. Cela a conduit certains chercheurs tels que Lisbeth Soss Fried et Javier Teixidor à considérer que la famille est d'origine araméenne. 
L'historien du Ve siècle Zosime affirme qu'Odénat descendait d'«ancêtres illustres», mais la position de la famille à Palmyre est débattue ; il faisait probablement partie de la classe marchande aisée.
La famille peut aussi avoir appartenu à la direction tribale qui a amassé des fortunes en tant que propriétaires terriens et mécènes des caravanes de Palmyrène. Les historiens Franz Altheim et Ruth Stiehl ont émis l'hypothèse qu'Odénat faisait partie d'une nouvelle élite de Bédouins chassés de leur patrie à l'est de l'Euphrate par les Sassanides après 220. Ce qui est certain, cependant, c'est qu'Odénat est issu d'une famille appartenant à la classe supérieure de la ville depuis plusieurs générations. À Doura Europos, un relief datant de 159/158 (470 de l' ère séleucide) est commandé par Hairan fils de Maliko fils de Nasor . Ce Hairan était peut-être le chef de la colonie commerciale de Palmyrène à Doura Europos et appartenait probablement à la même famille qu'Odénat. 
Selon Brown, sur la base de l'occurrence du nom Nasor à la fois à Doura Europos et à Palmyre (où c'était un nom rare), il est plausible qu'Odénat et Hairan fils de Maliko appartenaient à la même famille[réf. nécessaire] ».